# تبعید (فیلم ۱۹۲۳)
«تبعید» (آلمانی: Die Austreibung) یک فیلم صامت درام به کارگردانی فریدریش ویلهلم مورنائو است که در سال ۱۹۲۳ منتشر شد.
هیچ نسخه‌ای از این فیلم باقی نمانده است.

## بازیگران
- ویلیام دیترله
- لوسی مانهایم
- یاکوب تیتکه
- کارل گوئتز
- اویگن کلپفر
- ایلکا گرونینگ
- روبرت لفلر